# 시 (영화)
《시》(Poetry)는 이창동 감독이 5번째로 연출한, 2010년 개봉된 영화다. 뛰어난 작품성으로 인해 대한민국과 세계적으로 17개의 상을 수상하였으나, 관객수는 22만에 그쳤다.

## 줄거리
양미자는 중학생 외손자 종욱과 같이 살고 있는 60대 중반의 여성이다. 국가 보조금을 받아 생활하고 있을 정도로 형편이 어려우며, 중풍이 걸린 강 노인의 수발을 들어주는 것으로 돈을 벌고 있는 것이 수입의 전부이다.
미자는 근처 문화센터에서 시를 쓰는 수업을 모집하는 것을 보고 수업을 듣기 시작한다. 강사인 시인 김용탁은 시를 쓰는 것은 사물을 제대로 보는 것이라면서, 수강자들에게 마지막 수업 날까지 시를 한 편씩 써오라고 부탁한다. 부산에 있는 딸은 전화로 미자에게 ‘꽃을 좋아하고, 엉뚱한 소리를 잘 하기 때문에’ 미자가 시인 같다고 말한다. 미자는 작은 노트를 가지고 다니면서 말이 떠오를 때마다 적어두기 시작한다.
어느 날, 미자는 외손자 종욱이 친구 5명과 함께 몇 달에 걸쳐 같은 학교 여학생 성폭행에 가담했으며, 며칠 전 강에 투신자살한 여중생이 그 피해자였음을 알게 된다. 친구 다섯 명의 아버지들은 이 사건이 자신들과 선생 몇 명밖에 모르는 일이므로, ‘아이들의 미래를 위해’ 피해자의 홀어머니와 합의를 하고 이 사실을 묻어버리자고 회의를 하지만, 500만원씩을 부담해야 한다는 말에 미자는 딴청을 피운다.
미자는 피해자인 희진에게 죄책감을 느끼고 외손자 종욱을 다그치려고 하지만, 종욱은 자신의 잘못으로부터 도피하려고만 하고 외할머니를 무시한다. 더군다나 스스로 몸도 씻지 못하는 강 노인이 미자에게 성관계를 요구하자, 화가 난 미자는 일을 그만둔다.
미자는 큰 병원에서 알츠하이머 진단을 받는다. 딸과 통화하면서, 미자는 돈에 대한 것도 치매에 대한 것도 말을 못 한다. 학부모들이 미자에게 나이든 어머니로서 희진 어머니와 합의를 보라고 떠맡겨지지만, 정작 희진 어머니와 만나자 그런 얘기를 해야 한다는 사실 자체를 잊어버리고 농사에 관한 잡담만 하다가, 뒤돌아서서 그것을 잊어버렸다는 사실을 떠올리고는 두려워한다. 미자는 기범의 아버지에게 합의금으로 쓸 500만원을 빌려보려고 하지만 거절당한다. 절망한 미자는 비를 맞은 모습으로 강 노인의 집으로 가서 강 노인과 관계를 가진다.
학부모들은 합의를 마무리하기 위해 모인다. 돈을 아직 준비하지 못한 미자는 희진 어머니의 얼굴과 다시 마주치자 자리에서 바로 나가서, 강 노인의 집에 들어가 강 노인의 가족이 모인 자리에서 글을 써서 500만원을 달라고 부탁한다. 받아낸 500만원을 기범 아버지에게 건내면서, 미자는 신고를 하지 않으면 가해자 학생들이 처벌을 받지 않는다는 얘기를 듣는다.
미자는 종욱에게 비싼 음식을 사주고, 다음 날에 엄마가 오니까 용모를 단정히 해야 한다며 몸을 씻게 하고 손발톱을 깎아준다. 그날 밤 둘이 밖에서 배드민턴을 치고 있을 때 경찰이 찾아와 종욱을 데려가고, 대신 시 낭송회에서 안면이 있는 다른 경찰이 미자의 배드민턴 상대가 되어 준다.
다음 날, 시 강좌 마지막 시간에 미자는 꽃다발과 시 한 편을 남겨놓고 사라진다. 시의 제목은 자살한 희진의 세례명을 딴 ‘아녜스의 노래’이고, 처음엔 미자의 목소리로, 그 뒤로는 희진의 목소리로 낭송이 된다. 희진이 강에 몸을 던지기 전 강물을 내려다보는 장면으로 영화가 끝난다.

## 캐스팅
- 윤정희 : 양미자 역
- 이다윗 : 종욱 역
- 김희라 : 강 노인 역
- 안내상 : 기범 아버지 역
- 김용택 : 김용탁 시인 역
- 권혁수 : 시낭송 남회원 1 역
- 최문순 : 교감선생님 역
- 조한기 : 학생주임 역
- 장혜진 : 강 노인 둘째며느리 역

## 제작
이 영화는 이창동 감독과는 영화 《오아시스》로 연관이 있는 유니 코리아가 투자와 펀딩을 맡으며 이 감독 자신의 제작사 파인 하우스필름에서 제작하였다.

## 뒷얘기
- 영화의 마지막에 등장하는 시 '아네스의 노래'는 노무현 전 대통령이 서거할 당시 이창동이 쓴 각본으로 노무현 전 대통령에게 보내는 것이 아니냐는 질문이 제기되기도 했다. 이창동은 그 당시 충격과 상황을 이야기 하며 "부정할 수 없다"고 말했다.[2] 이창동은 칸 영화제 각본상을 수상하고 나서 노무현 전 대통령의 묘소에 참배를 하였다.[3]
- 뉴욕타임스는 칸 영화제 각본상을 수상한 《시》에 대해서 비중있게 보도했다. 뉴욕타임스는 극중 미자가 문학 교실에서 시를 가르치는 강사와의 대화를 통해 "시는 작가의 치열한 자기 탐구에서 나오는 것"이라고 설명했다.[4]
- 《시》는 2010년 대한민국 영화인들이 뽑은 최고의 작품 1위로 선정됐다. 명지대 김영진 교수는 "예술을 한다는 것이 아름다움과 기쁨뿐만 아니라 고통까지 껴안을 수 있는가라는 문제에 대해 지극한 탐색을 하는 영화"라고 평가했다.[5]
- 《시》는 2010년 대한민국 영화 담당 기자들이 뽑은 최고의 영화로도 선정됐다.[6]
- 대한민국 영화진흥위원회는 해외 영화제에서 수상할만한 작품에 대해 제작비를 지원하는 사업을 하고 있는데, 지원할 영화를 선정하는 과정에서 《시》가 심사위원 조희문으로부터 0점을 받아 논란을 불러일으켰다. 규정에 의하면 최하점수는 0점을 줄 수없도록 되어 있었으며, 조희문은 또한 이전에도 알 수 없는 이유로 0점을 준 적이 있었다. 조희문의 0점 채점으로 인해 《시》는 영진위의 지원을 받지 못하게 되었다. 그럼에도 조희문은 영진위에서 계속 활동하고 있다. 《시》는 칸 영화제에서 각본상을 수상했음에도 조희문은 자신의 채점에 대한 잘못을 인식하지 못하고 있었으며, 이창동이 노무현 정부에서 장관직을 수행했다는 사실 등 정치적인 이유가 고려된것이 아니냐는 의혹이 제기되기도 했다.[7]또한 영진위는 이창동을 지원하지 않기 위해 의도적으로 규정을 바꾼 정황도 드러났다.[8] 이때문에 영진위에 대한 신뢰는 날로 하락하고 있다.[9]프랑스에서도 개봉한 《시》는 프랑스에서 더 많은 관심을 받고있다. 《르 몽드》지는 "이 영화가 한국영화진흥위원회의 시나리오 평가에서 0점을 맞았으나 칸 국제영화제에서는 각본상을 받았다"며 영진위를 비꼬았다.[10]
- 2010년 《시》는 프랑스에서도 개봉했다. 《밀양》의 첫날 관객수인 1,000여명보다 두 배 이상 많은 2,782명의 관객수를 기록했다.[11]

## 수상
- 2010년 칸 영화제 각본상[12]
- 2010년 대종상 최우수작품상, 각본상, 여우주연상(윤정희), 남우조연상(김희라)[13]
- 2010년 대한민국 영화대상 최우수작품상, 감독상, 각본상[14]
- 2011년 프리부르 국제영화제 대상, 비평가상[15]
- 2011년 한국영화평론가협회 최우수작품상, 각본상[16]
- 2011년 청룡영화상 여우주연상[17]
- 2011년 아시아 태평양 스크린 어워드 감독상, 여우주연상[18]
- 2011년 아시안 필름 어워드 감독상, 각본상[19]